# ایستگاه راه‌آهن لوکزامبورگ
ایستگاه راه‌آهن لوکزامبورگ (لوکزامبورگی: Gare Lëtzebuerg) ایستگاه اصلی راه‌آهن شهر لوکزامبورگ است.
این ایستگاه که در سال ۱۸۵۹ تاسیس شده به راه‌آهن کشورهای فرانسه، بلژیک و آلمان متصل است.

## نگارخانه

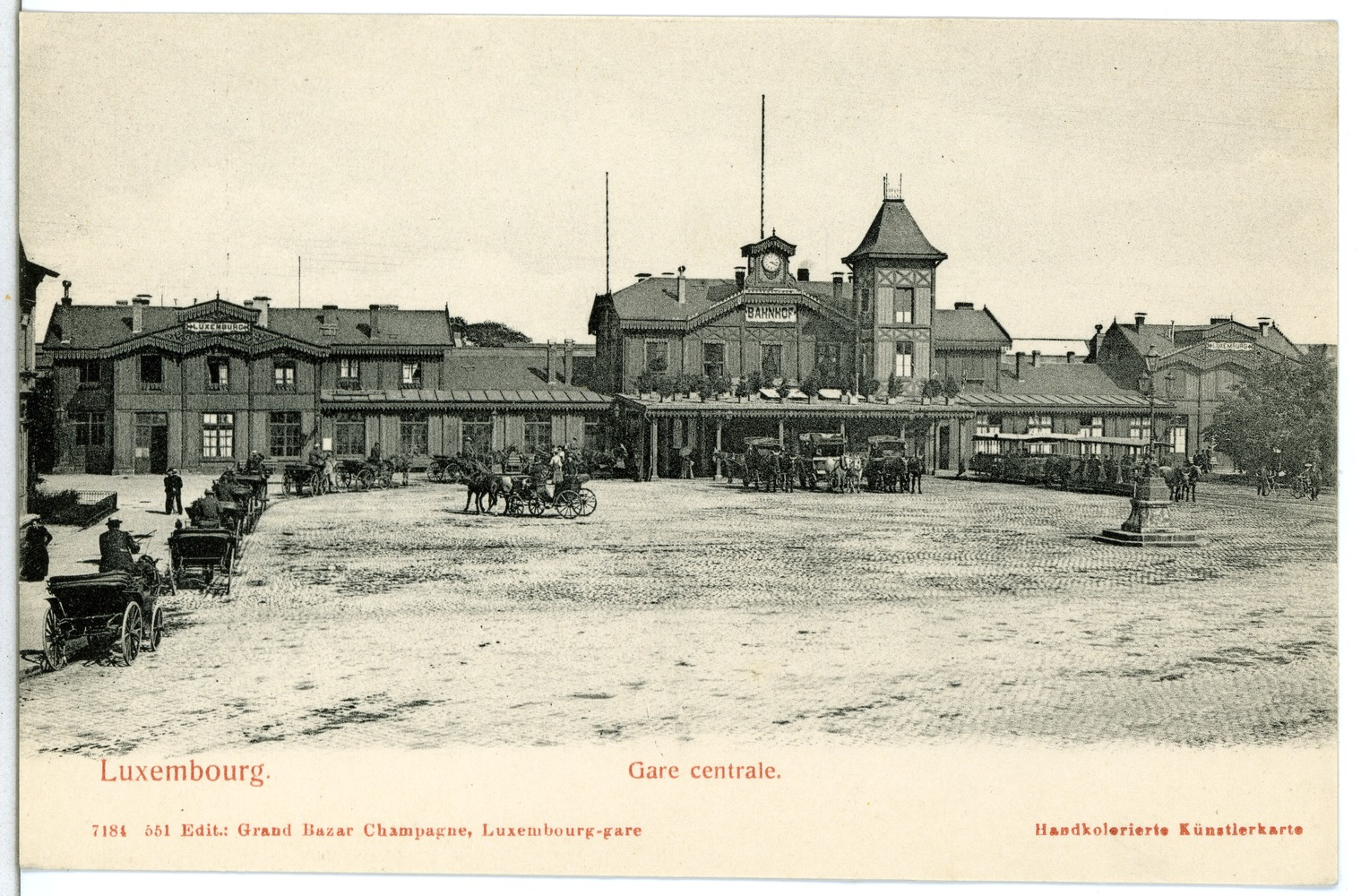
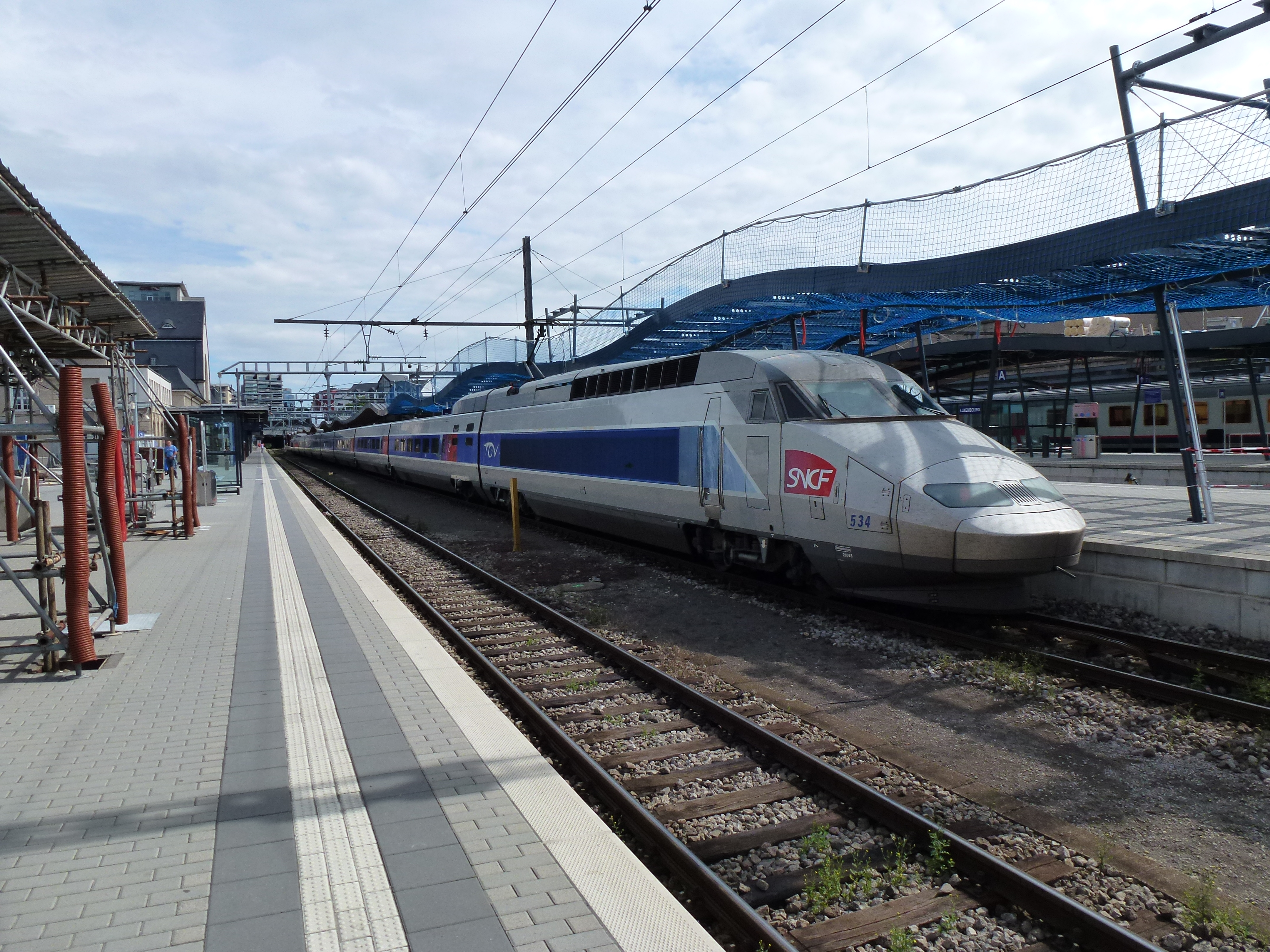
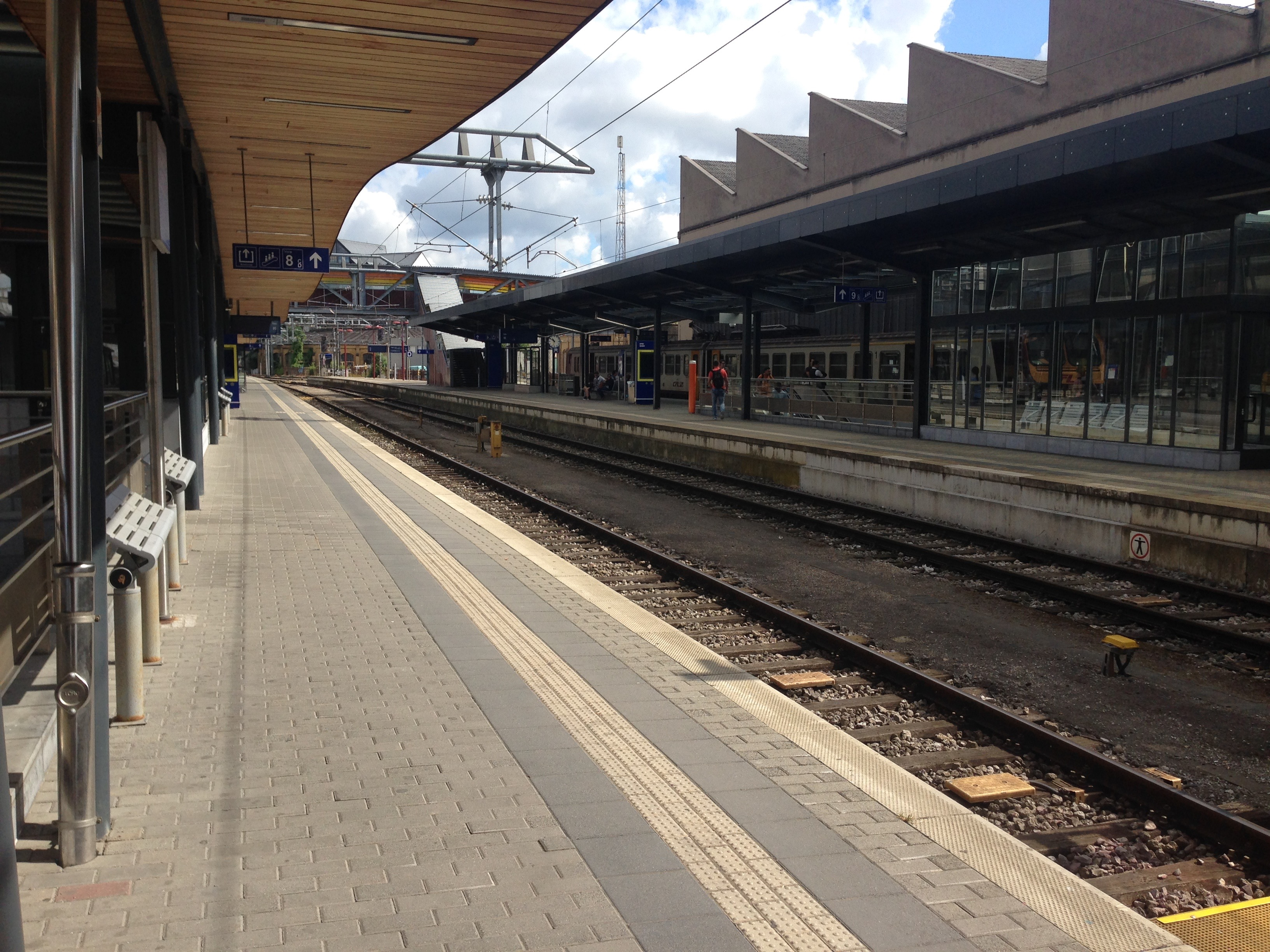
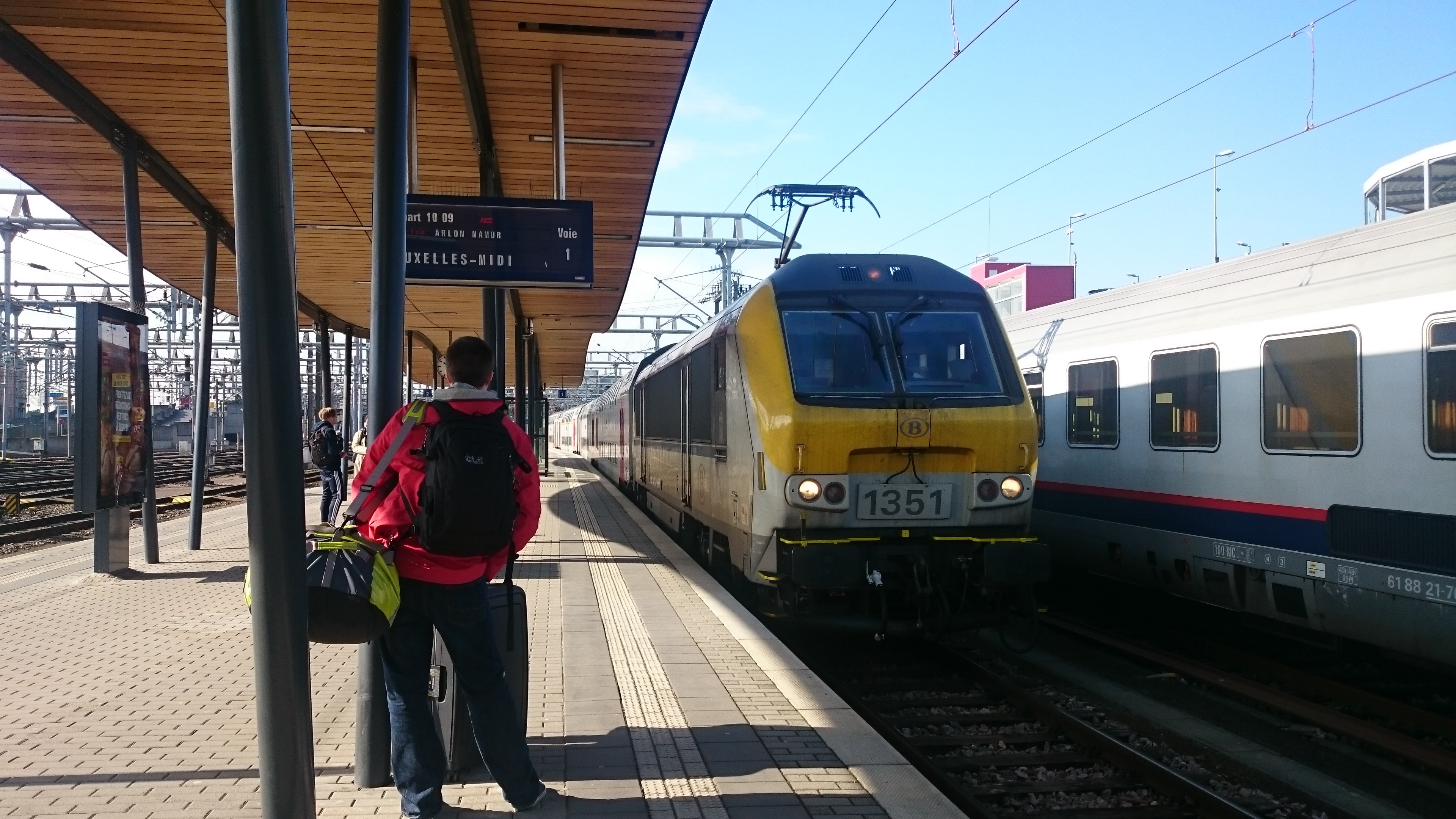